# 盧埃納河
盧埃納河（Rio Luena）是西非國家安哥拉的河流，位於該國東部，河道全長350公里，從莫希科省首府盧埃納附近的發源地向東南方流，最終注入尚比西河。